# ناغاويون

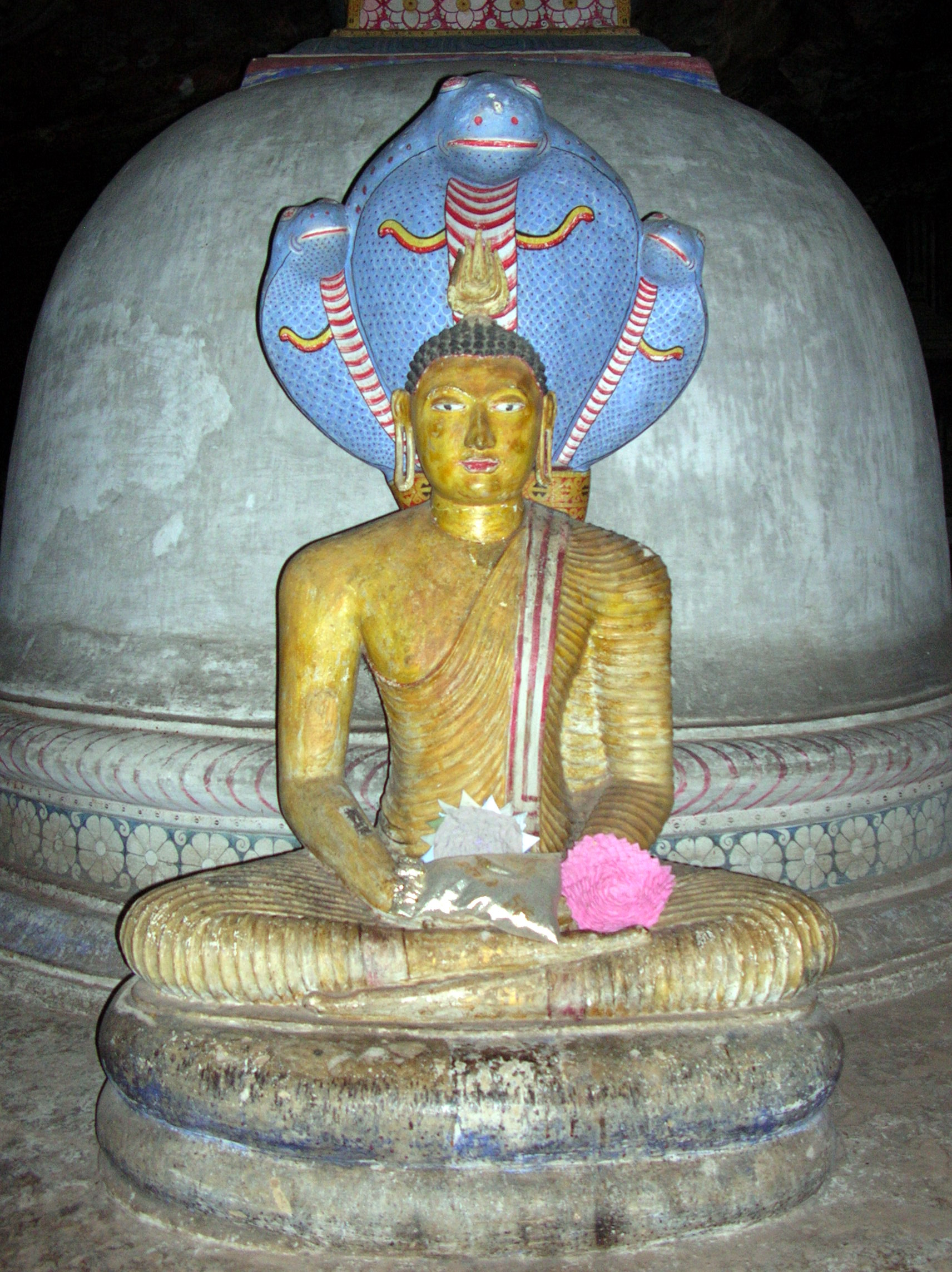
بوذا جالس مع كوبرا، معبد كهف دامبولا، سريلانكا

يعتقد البعض أن الناغاويين أو شعب الناغا هم قبيلة قديمة سكنت في السابق سريلانكا وأجزاء مختلفة من جنوب الهند. توجد إشارات إلى الناغات في العديد من النصوص القديمة، مثل: ماهافامسا وماناميكالاي ومهابهاراتا، وأيضًا في الأدب السنسكريتي والبالي. ويُمثَّلون عمومًا كفئة من البشر الخارقين يتخذون شكل الثعابين التي تعيش في عالم تحت أرضي.
تم ذكر أماكن معينة، مثل: ناغاديبا في يافنا وكلياني في غامباها على أنها مساكن لهم. وعثر على أسماء بعض ملوك الناغا في السير السريلانكية، مثل: ماني أكخيثا (ماني ناغا)، وماهودارا، أيضًا، في الأدب السنسكريتي بين الناغات الخارقة، وسادت عبادة ماني ناغا في الهند حتى العصور الوسطى.